# Beatrix Pacheco
Beatrix Pacheco d'Ascalona, grevinna de Montbel d'Entremont, död 1555, var en fransk hovfunktionär. Hon var Première dame d'honneur till Frankrikes drottning Eleonora av Österrike mellan 1538 och 1547. 
Hon var dotter till den portugisiska adelsmannen João Pacheco, greve de Cifuentes och hertig de Ascalana, och Ana Coldemario Barrietos. 
Hon var hovfröken hos Portugals drottning Eleonora av Österrike. När Eleonora blev änka och reste till Frankrike för att gifta sig med den franska kungen, tog hon med sig sina hovdamer dit. 
Hon gifte sig i Le Chesnay den 17 september 1539 med den savordianska adelsmannen Sebastien de Montbel d'Entremont och blev mor till arvtagaren Jacqueline de Montbel d'Entremont.  
Hon var Première dame d'honneur till Frankrikes drottning Eleonora av Österrike.
När Eleonora lämnade Frankrike 1547 följde hon och hennes dotter med henne till Bryssel, där de bodde 1547-1557, då hon bosatte sig i Château de Saint-André i Briord i Bugey.